# Helga Ginevra
Helga Ginevra, mit bürgerlichem Namen Helga Weidenbach (* 1938 in Weißenfels als Helga Melges; † 1996 in Berlin), war eine deutsche Malerin.

## Leben
Schon als Kind künstlerisch veranlagt, begann Helga Weidenbach seit ihrem 11. Lebensjahr zu malen und zu zeichnen. Von 1960 bis 1968 arbeitete sie in der elterlichen Goldschmiedewerkstatt Melges in Weißenfels. Nebenbei war sie in den Jahren 1961 bis 1968 Leistungssportlerin im Wasserski, wobei sie mehrfach den Titel der Deutschen Meisterin errang.
Nach der Geburt der gemeinsamen Tochter Claudia (1969) heiratete sie 1970 den Maler Dieter Weidenbach. Bis 1980 arbeitete sie daraufhin als unabhängige freischaffende Malerin in Weißenfels. In den Jahren 1977 bis 1979 war sie Meisterschülerin der Akademie der Künste der Deutschen Demokratischen Republik in Ost-Berlin in der Klasse von Wieland Förster. 1977/1978 war sie auf der VIII. Kunstausstellung der DDR in Dresden vertreten.
Im Jahr 1979 unternahm sie eine Studienreise in die Sowjetunion und besuchte dabei unter anderem Moskau, Leningrad und den Kaukasus. 1980 wurde Ginevra erstmals eine Studienreise ins sogenannte nichtsozialistische Wirtschaftsgebiet genehmigt, sie reiste daraufhin nach Wien, von wo sie nicht in die DDR zurückkehrte. Stattdessen zog sie nach West-Berlin, wo sie bis zu ihrem Tode 1996 wohnen blieb. Ihr Grab befindet sich auf dem Friedhof Lichterfelde (Moltkestraße) an der Stelle V-2.WR.-3.

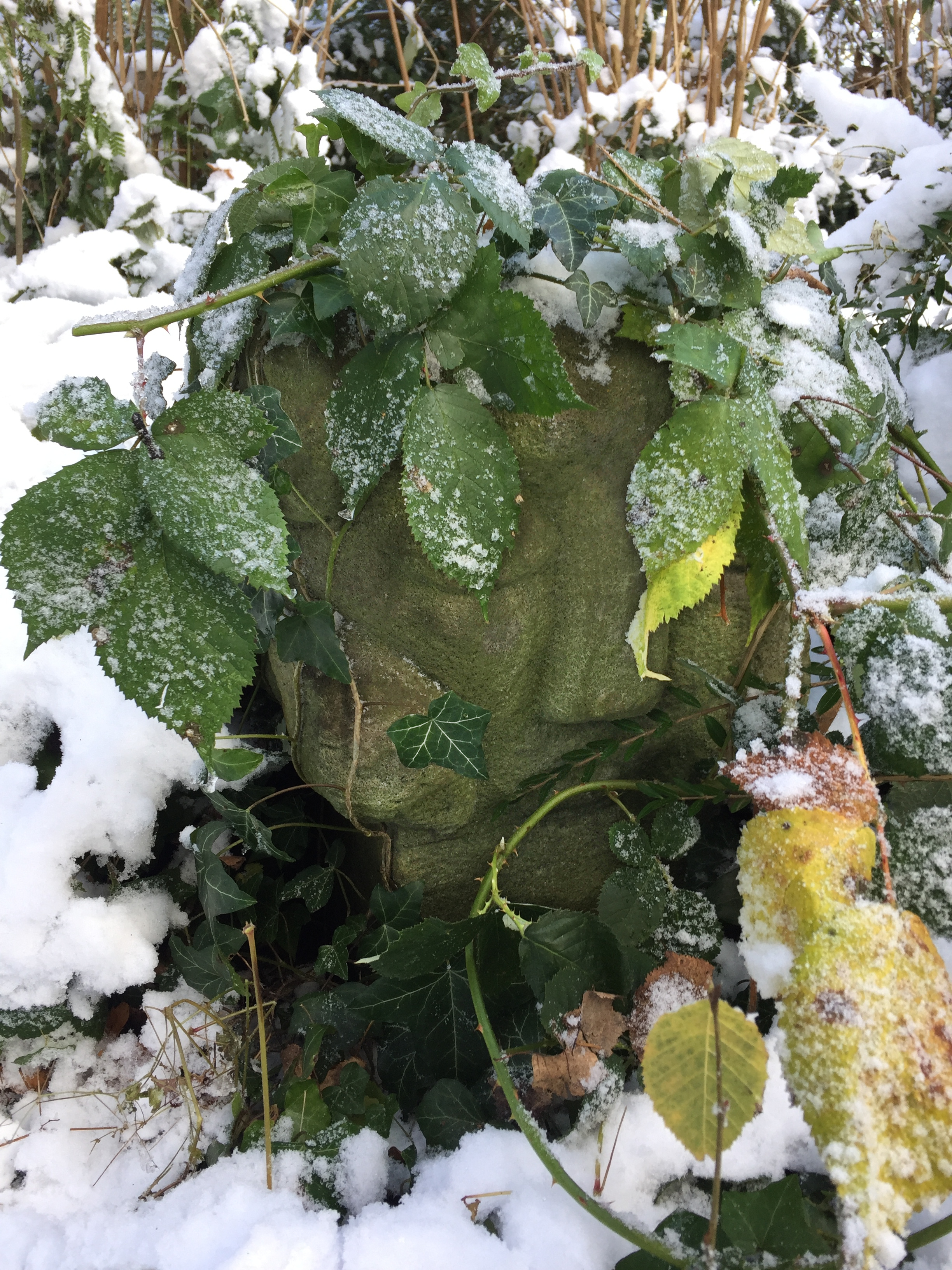
Grab Helga Ginevra Weidenbach

## Künstlerisches Schaffen
Generell sind die Bilder Ginevras durch große Formate und den Einsatz von kräftigen, aber meist düsteren Farben in einer Mischtechnik eigenen Stils geprägt. Die Inhalte sind oft feministischer Natur, ein Großteil des Schaffens besteht aus Frauenporträts und weiblichen Akten.

### Hommage à Goya
Zwischen 1987 und 1990 entstanden einige Werke, welche die Künstlerin ihrer Verehrung Goyas, des bekanntesten Malers Spaniens, widmete. Dabei bezog sich Ginevra vor allem auf die Capricen Goyas, welche als Radierungen eine satirische Kritik am spanischen Gesellschaftsleben darstellten.
Dabei entstanden aus den kleinformatigen zeichnerischen Darstellungen Goyas bei Ginevra großflächige Gemälde aus kräftigen, düsteren Farben. Vor allem die Konfrontation der weiblichen Figuren mit ins Groteske überzeichneten männlichen Widersachern haben es der Malerin angetan. Sie zeichnet dabei „den passionellen Weg des Weiblichen durch die Geschichte unserer Zeit nach“.

### Phantasmen
Unter diesem Namen entstand ein Zyklus, in dem Ginevra ihre persönlichen Träume und Phantasmen einer sehr weiblichen Welt auf die Leinwand brachte. Dabei mischen sich ältere und neuere Stilrichtungen wie Kubismus, Realismus und Surrealismus miteinander. In ihren Bildern verbinden sich weibliche Erotik und Bedrohung auf einzigartige Weise miteinander. Die Frauen sind (ganz im feministischen Sinne) sehr selbstbewusst, oft schön und würdevoll dargestellt. Männer kommen in den Bildern nur sehr selten vor, wenn doch, sind sie negativ und gewalttätig dargestellt.

## Werke (Auswahl)
- Punker mit Mädchen (Acryl auf Leinwand)
- Kiss (Acryl auf Leinwand)
- o. T. / Zwei Kinder auf dem Balkon (1972; Museum Schloss Neu-Augustusburg)[5]
- Böhmische Landschaft (1977, Öl, Tempera, 76 × 63 cm; Galerie Neue Meister Dresden)[6]
- Gelbes Kleid, Torse Vilma M. (1981, Mischtechnik auf Leinen)
- Biko, oh Biko (1985, Mischtechnik auf Leinen)
- Zwei Mädchen und kleine Hyäne (1987, Mischtechnik auf Leinen)
- Portrait Claudia (1987, Mischtechnik auf Leinen)
- Die Tafel und die Zeit (1989, Mischtechnik auf Leinen)
- Ins Ungewisse, 1990 (Mischtechnik auf Leinen)